# 杜光庭 (DJ)
杜光庭（英語：Daryl Doo），前香港商業電台主持人、作者、電影編劇，現職數碼營銷公司總監。

## 簡介
杜光庭小學及中學就讀喇沙書院，中三後移民加拿大多倫多，並畢業於多倫多大學科學系，主修地理訊息系統（GIS）。2005年參與加拿大中文電台超級新星全能藝人選拔賽勝出冠軍並於當地電台工作。2007年大學畢業後回到香港向香港商業電台俞琤自薦，成為商業電台節目助理及主持，曾主持多個節目並撰寫多部廣播劇。
杜光庭喜愛故事創作，於大學時曾副修英國文學及敘事結構，於電台節目中撰寫廣播劇多達140集，及後改編成小說，最為人熟知的是《一千零子夜》系列。2013年5月，杜光庭離職商業電台。及後，他開始編寫電影劇本，參與多部電影創作，並成為香港電影編劇家協會會員。

## 電影編劇作品
- 《被偷走的那五年[1]》（黃真真作品）
- 《消失的愛人[2]》（黃真真作品）
- 《閨蜜2[3]》（黃真真作品）

## 小說作品
- 《逆戀時空[4]》（明報日閱堂出版社）
- 《思憶迷宮[5]》（明報日閱堂出版社）
- 《筆流聲[6]》（明報日閱堂出版社）

## 曾主持/參與製作節目
- 香港商業電台
  - 主持 ：《大龍鳳[7]》、《又愛上子夜場[8]》、《一切從音樂開始》、《成班嘩鬼嘈喧巴巴閉》、《大寵愛》
  - 助理節目：《有誰共鳴》、《查篤撐》、《在晴朗的一天由心出發》
- 新城市電視（多倫多）
  - 電視主持《映幕八爪魚》
- 加拿大中文電台（多倫多）
  - 節目主持 《陽光早晨》、《11時衝動》
  - 舞台主持 《06新秀歌唱大賽》

## 其他演出
- 《分手公司[9]》飾 分手公司職員

## 外部連結
- 杜光庭的Instagram帳戶
- 杜光庭的Facebook專頁
- YouTube上的杜光庭頻道